# Hopkinson Smith

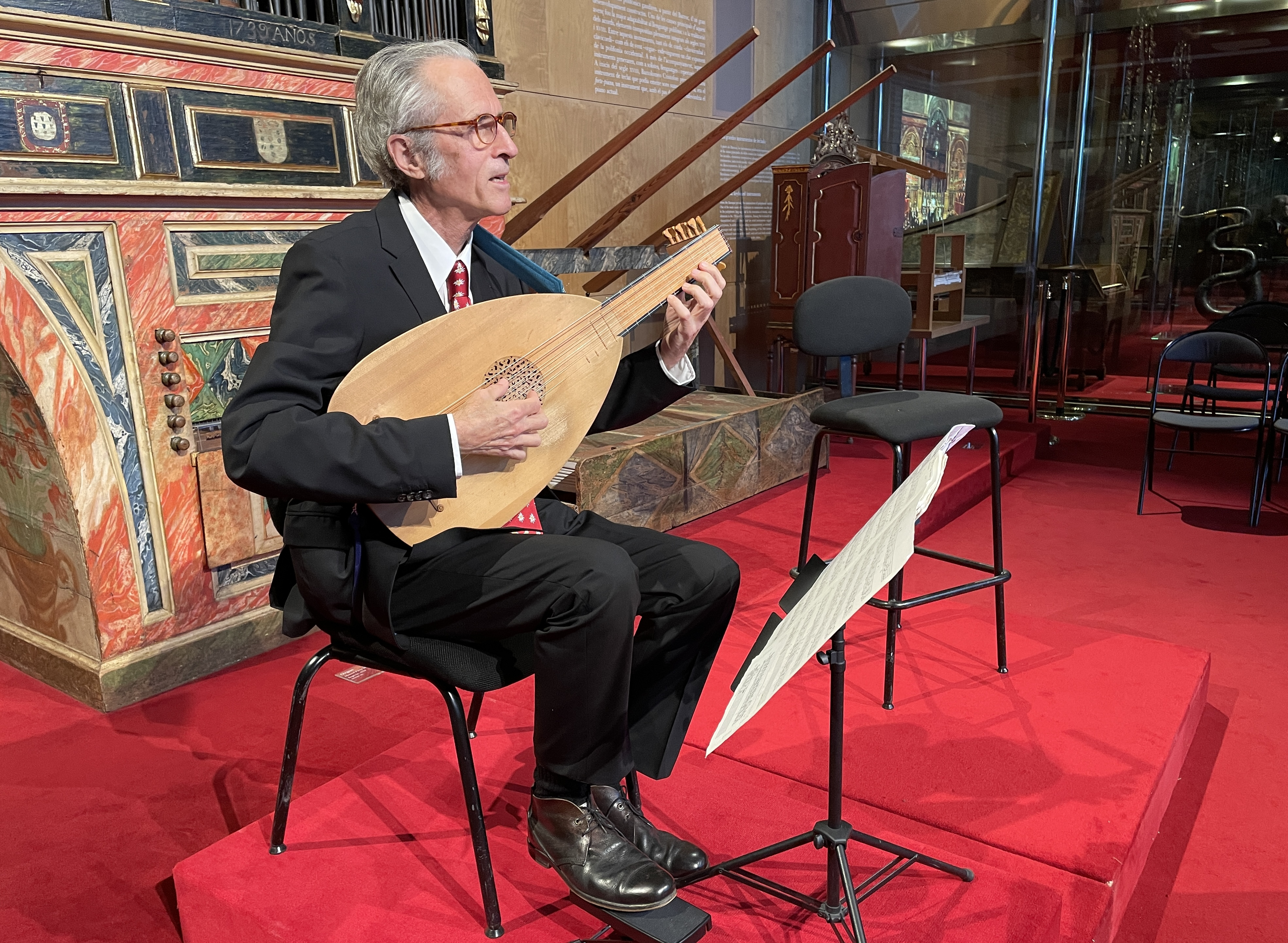
Hopkinson Smith in un concerto al Museu de la Música de Barcelona il 25 settembre 2022.

Hopkinson Smith (New York, 7 dicembre 1946) è un liutista e chitarrista statunitense.

## Biografia
Nato a New York e laureatosi con lode ad Harvard in storia della musica, si trasferì in Europa nel 1973 per studiare con Emilio Pujol, un esperto della più raffinata tradizione artistica Catalana e Eugen Dombois, il cui senso di unione organica tra artista, strumento e periodo storico ebbero un effetto permanente su di lui.
Nella metà del 1970, partecipò alla fondazione del complesso musicale Hespèrion XX, oggi Hespèrion XXI, e la sua collaborazione di dieci anni con Jordi Savall fu ricca di importanti esperienze nella musica da camera che furono un elemento fondamentale della sua carriera di solista.
A partire dalla metà degli anni ottanta del XX secolo, Hopkinson Smith focalizzò l'attenzione soprattutto sulla musica solista per strumenti a corde pizzicate, tra i quali la vihuela, il liuto Rinascimentale, la tiorba, chitarre barocche e Rinascimentali e liuto barocco.
Internazionalmente riconosciuto come uno dei maggiori liutisti e specialisti di musica antica, Hopkinson Smith si è esibito in concerti sia in America, del nord e del sud che nell'Europa occidentale e orientale.
Oggi vive a Basilea, in Svizzera, dove ha insegnato nella Schola Cantorum Basiliensis fino al 2020.

## Discografia
I CD in cui suona da solista sono tutti pubblicati da Naïve Records, ristampati in varie edizioni nel corso degli anni. La data indicata si riferisce alla prima edizione.
- 1978 - Albert De Rippe, Tabulature de leut
- 1980 - Charles Mouton, Pieces de luth
- 1989 - Robert de Visée, Pieces de theorbe
- 1989 - Francois Dufaut, Pieces de luth
- 1990 - Francisco Guerau, Poema harmonico
- 1992 - Luis de Milán, El maestro, 1536. 2. Sonetos, Villancicos y Romances, con Montserrat Figueras
- 1993 - Luys de Narváez, Los seys libros del Delphín de música
- 1993 - Johann Sebastian Bach, Suite pour luth baroque BWV 1010 & 1012
- 1993 - Sylvius Leopold Weiss Pièces de luth
- 1993 - Alonso Mudarra, Tres libros de musica en cifras para vihuela
- 1993 - Ennemond Gaultier, Piéces de luth
- 1993 - Denis Gaultier, La rethorique des dieux
- 1993 - Luis de Milán, El Maestro, 1956. 1. Musica de Vihuela
- 1994 - Jacques de Gallot, Pieces de luth
- 1994 - Alonso Mudarra, Libro tercero de musica en cifras y canto, 1546
- 1998 - Sylvius Leopold Weiss, Partitas pour luth
- 1999 - Lautenkonzerte
- 2000 - Giovanni Girolamo Kapsberger, Libro primo d'intavolatura di lauto
- 2002 - Gaspar Sanz, Instruccion de Musica sobre la Guitarra Espanola
- 2002 - Pierre Attaingnant, Preludes, Chansons & Danses
- 2000 - Johann Sebastian Bach, Sonatas & Partitas
- 2005 - John Dowland, A dream
- 2008 - Francesco da Milano, Il Divino
- 2013 - Johann Sebastian Bach, Suites Nos. 1, 2, 3
- 2013 - Johann Sebastian Bach, Suites Nos. 4, 5, 6